# 曼寧 (愛荷華州)
曼寧（英語：Manning）是一個位於美國愛荷華州卡洛爾縣的城市。

## 地理
曼寧的座標為41°54′31″N 95°03′48″W / 41.90861°N 95.06333°W，而該地的平均海拔高度為414米（即1358英尺）。

## 人口
根據2010年美國人口普查的數據，曼寧的面積為6.47平方千米，當中陸地面積為6.45平方千米，而水域面積為0.02平方千米。當地共有人口1500人，而人口密度為每平方千米231人。